# Jangada

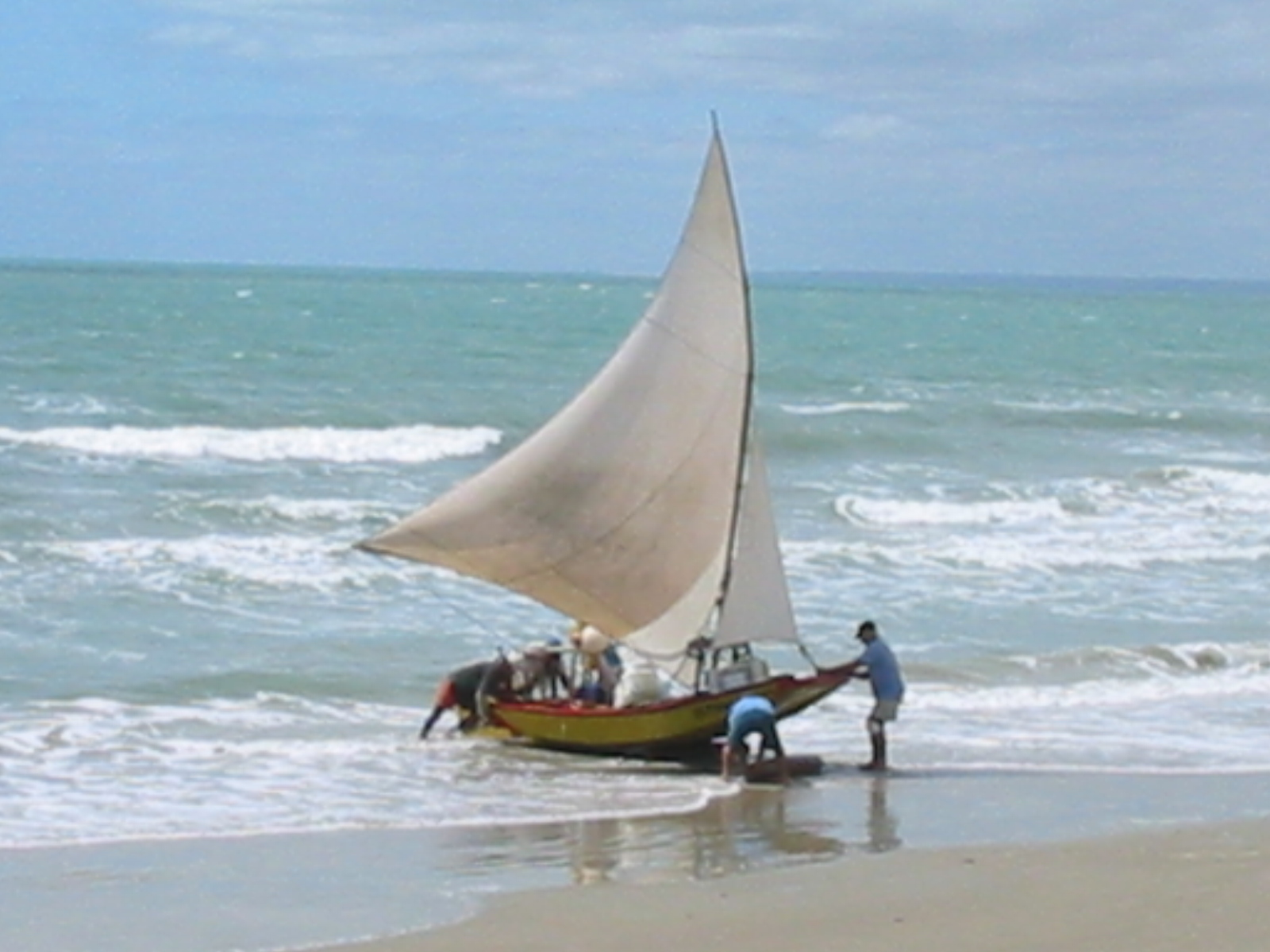
Jangada em Tibau no Rio Grande do Norte.

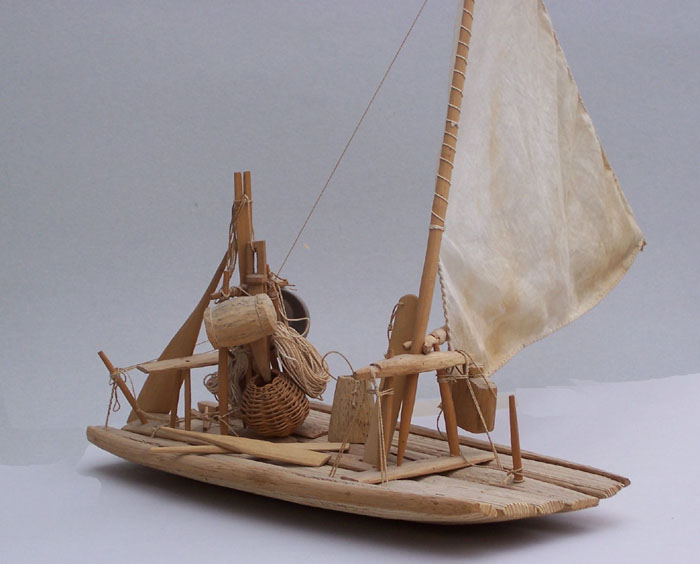
Jangada tradicional, modelo físico (miniatura)

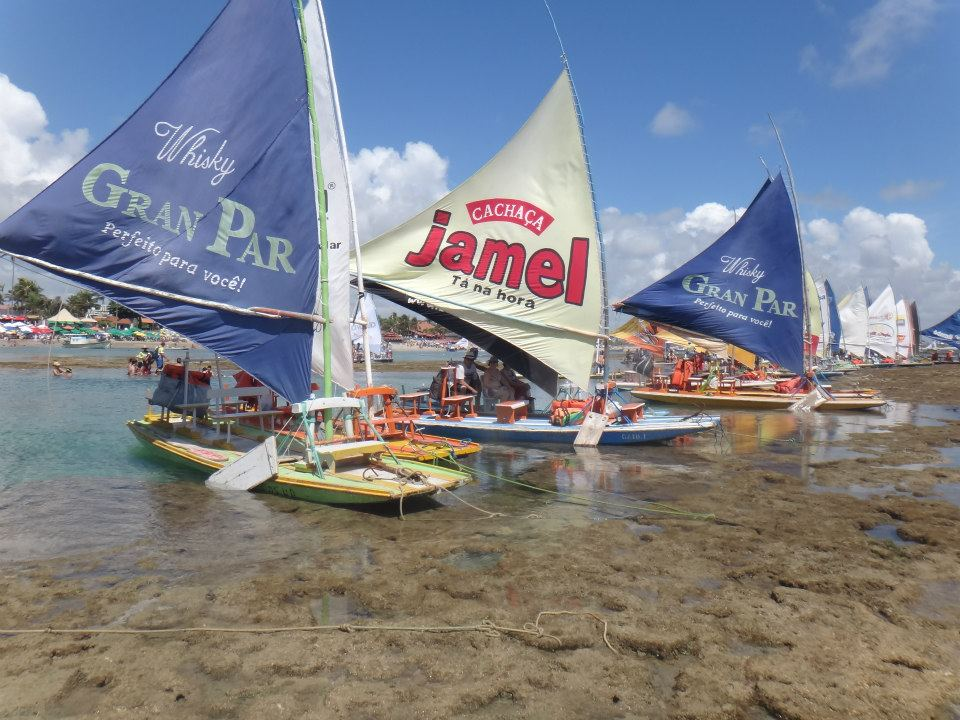
Jangadas em Porto de Galinhas (PE)

Jangada refere-se, entre outros significados, a uma embarcação de madeira utilizada por pescadores artesanais da Região Nordeste do Brasil.
A forma da jangada incorpora uma série de interessantes avanços da ciência artesanal neolítica - que realizava experimentos diretos, nos materiais e a partir dos fenômenos presenciados, em "projetos de pesquisa" totalmente guardados na memória dos artesãos.
Em especial sua vela triangular envolve uma série de efeitos avançados, relacionados à dinâmica dos fluidos. Também conhecida como "vela latina", ela permite navegar contra o vento, aproveitando a diferença de pressão do ar, que se forma entre sua "face externa" (aquela que se torna convexa pela pressão interna do vento) e sua "face interna" (aquela que se torna côncava, lado em que se posta o navegante). As grandes embarcações também usaram a vela latina, mas de modo limitado, pois o seu emprego bem sucedido depende crucialmente da presença do navegante, que deve estar atento aos movimentos do vento: as diferenças de pressão são ativamente manipuladas por todo o tempo de navegação contra o vento. Os mesmos princípios são usados para manter os aviões no ar, graças à geometria de suas asas.
No caso da jangada, há uma graciosa curva quase-parabólica na parte superior do triângulo, e outra mais estendida e curta, abaixo. Essa assimetria se deve à altura de manipulação do mastro, que gira suavemente - dessa vez usando o princípio mecânico da alavanca - em torno de seu eixo.
Sua tecnologia de construção consiste no emprego hábil de materiais como madeiras de flutuação (como a balsa paraense, e outras espécies de difícil obtenção na atualidade), tecidos e cordas artesanais. A jangada tradicional não possui elementos em metal (como pregos, braçadeiras, etc); toda a sua estrutura é totalmente fixada por encaixes e amarrações com cordas de fibras selvagens.
A jangada é feita, tipicamente, com 6 paus: 2 no centro (chamados de "meios"), 2 seguintes, dispostos simetricamente (chamados "mimburas", palavra de origem tupi), e 2 externos, chamados de "bordos". Os 4 paus mais centrais (meios e mimburas) são unidos por cavilhas de madeira mais dura que a desses paus. Já os paus de bordo são encavilhados nos mimburas, de modo a ficarem um pouco mais elevados.
Sobre essa armação básica, instalam-se 2 bancos de madeira (cada qual respectivamente suportado por 4 elegantes hastes também de madeira, presos aos mimburas. Sobre essas hastes fixa-se uma tábua de madeira rija. O banco mais central, ou banco "de vante", apóia o mastro da jangada. O outro banco, da ré, também é chamado de banco "do mestre", pois nele trabalha o diretor da jangada (que, com um remo, a dirige). O remo do mestre se encaixa entre o mimbura e um dos paus do meio (o meio de boreste). Há ainda uma outra abertura entre os dois paus do meio, para a passagem da "tábua de bolina". Essa tábua pode ser habilmente graduada em altura (o quanto é enfiada no mar) e inclinação (de forma mais limitada, no plano medial da embarcação). A tábua de bolina reduz o caimento da jangada quando ela navega com a proa bem cingida à linha do vento: isso é "navegar à bolina" (palavra que, por sua vez, vem do inglês "bowline").
Todos os elementos da jangada tradicional são feitos artesanalmente, desde o mastro à vela, das cordas ao banco de navegação, redes de pesca, anzóis, âncora e samburás (cestos para guardar peixes e pertences).

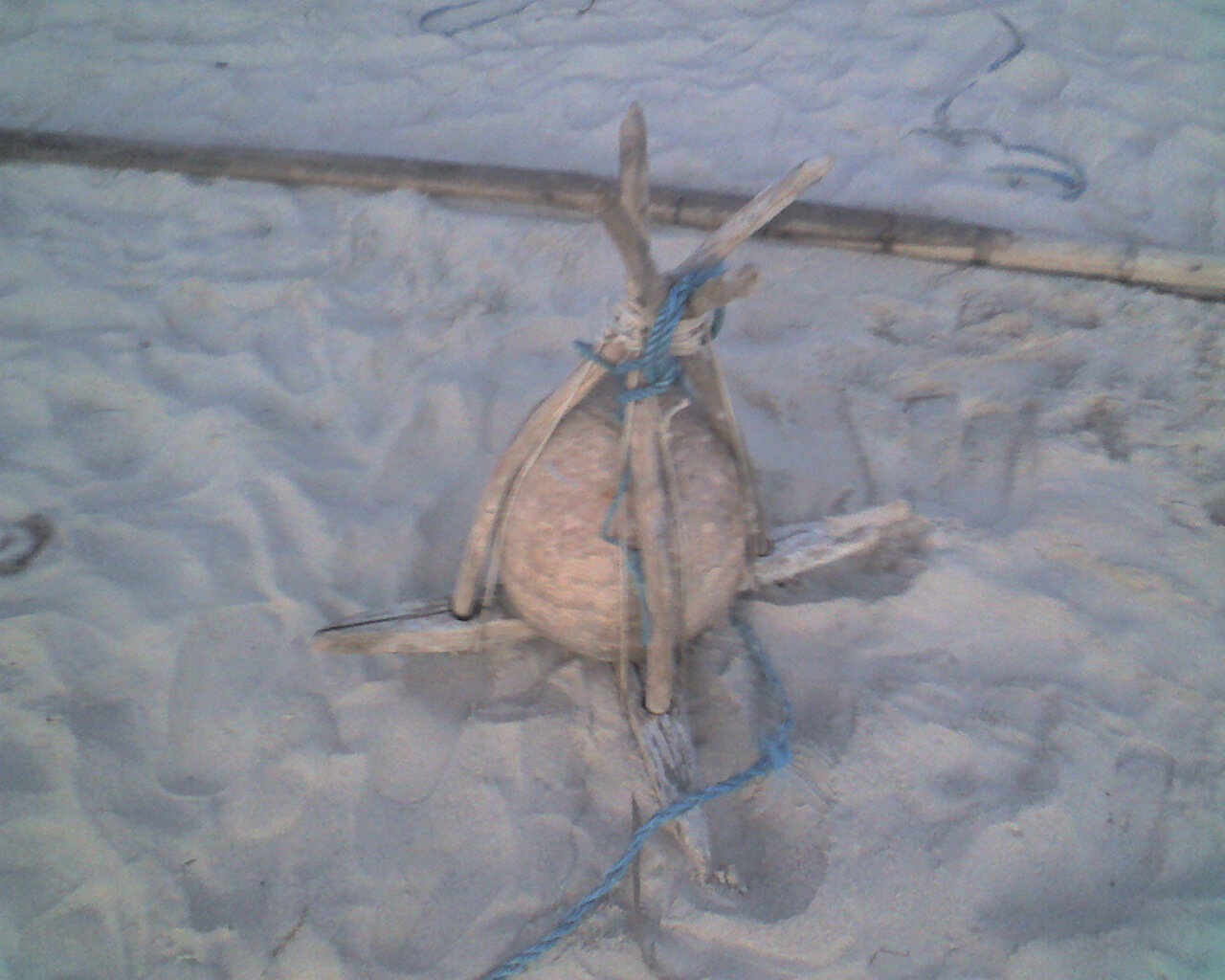
Âncora de jangada

Sua tripulação, nas versões da jangada tradicional - ou seja, o modelo mais comum que conhecemos desde o início do século XX -, é de três a cinco pessoas. Essa turma trabalha num espaço de aproximadamente 5 a 7 metros, em média (na maior extensão, embora haja jangadas maiores de 8 metros), por 1,4 a 1,7 metros, na menor extensão.
Suas dimensões são resultado de uma série de "limitantes de projeto" náutico, entre os quais: o tamanho dos troncos disponíveis, a resistência dos encaixes e amarrações, a força necessária para movê-la sobre as ondas, o tamanho das velas e o empuxo do vento sobre elas, a força humana necessária para que apenas um homem (por vez, rotineiramente) a manobre, entre outros. Sua ergonomia é engenhosamente composta e administrada, se compreendermos essa embarcação artesanal com os olhos dos projetistas modernos.
Os pescadores tradicionais sempre obedeceram a regras bem conhecidas de uso das marés, dos regimes de ventos, das correntes, da sazonalidade da pesca. Em função disso, suas incursões no mar variam bastante quanto ao tempo de permanência, ao trajeto navegado, e ao tipo de pesca que conseguem. Um período de permanência comum era de três dias a uma semana (algumas vezes mais, como relatam os antigos pescadores) no mar alto, a até 120 quilômetros da costa. Essa duração é cada vez mais rara, e os jangadeiros dificilmente ultrapassam os três dias, na atualidade, com incursões de até 50 quilômetros distanciados da costa. Da mesma forma, as incursões de grupos de jangadas também são cada vez mais raras, sendo mais frequente a pesca de uma turma isolada, numa única jangada.
Ainda assim, em vários pontos do litoral cearense há corridas de jangadas, sendo muito famosa a que ocorre anualmente na região do porto do Mucuripe (na capital do Estado do Ceará, Fortaleza). Dezenas de jangadas participam dessas competições populares, num espetáculo sem paralelo no extenso litoral brasileiro.

## O surgimento da jangada no Nordeste Brasileiro
| Jangadas compondo a heráldica dos estados brasileiros do Ceará, Pernambuco e Rio Grande do Norte, respectivamente. |
| Jangadas compondo a heráldica dos estados brasileiros do Ceará, Pernambuco e Rio Grande do Norte, respectivamente. |

Foi na Índia que os portugueses viram pela primeira vez uma pequena embarcação chamadas de jang. Eram três ou quatro toras de madeira amarrados com cordas de fibras vegetais. Os portugueses descreveram essa embarcação com jangá, changgh ou ainda  xanga. Jangada (ou Chabgadam) era seu aumentativo, ou seja, uma janga grande, construída com cinco ou seis toras.
Nos idos de 1500, quando os portugueses chegaram ao Brasil, se depararam com embarcações muito parecidas com as jangadas que os indígenas chamavam de piperi ou igapeba, então começaram a chamar a piperi de jangada, que era o nome já conhecido por eles e registrado em livros da época. As piperis dos indígenas brasileiros eram feitas de cinco ou seis toras bem amarradas com cipós. O remo era chamado de jacumã.